# Kristian Wåhlin
Kristian Wåhlin poznatiji pod umjetničkim imenom Necrolord (Göteborg, Švedska, 4. prosinca 1971.) je švedski glazbenik, slikar i grafički dizajner.
Wåhlin je autor naslovnica sastava u žanru heavy metala kao što su Dissection, Emperor, Tiamat, At the Gates i Bathory. Uzor su mu slikari Caspar David Friedrich, Albrecht Dürer i Hieronymus Bosch. 
Svira gitaru i bubnjeve. S Tomasom Lindbergom osnovao je sastav Grotesque koji se raspao 1990. Od 1995. svira s gothic metal sastavom Diabolique. 

## Diskografija
Diabolique
- The Diabolique (1996.)
- Wedding the Grotesque (1997.)
- The Black Flower (1999.)
- Butterflies (2000.)
- The Green Goddess (2001.)

## Naslovnice
Ablaze My Sorrow
- If Emotions Still Burn (1996.)

Aeon
- Aeons Black (2012.)

Amorphis
- Elegy (1996.)
- Magic & Mayhem - Tales from the Early Years (2010.)

Antestor
- Martyrium (2000.)
- Det tapte liv (2004.)
- The Forsaken (2005.)

At the Gates
- Slaughter of the Soul (1995.)

Bathory
- Blood on Ice (1996.)
- Nordland I (2002.)
- Nordland II (2003.)

Becoming the Archetype
- Dichotomy (2008.)

Cemetary
- An Evil Shade of Grey (1992.)
- Sundown (1996.)
- Last Confession (1997.)
- Phantasma (2005.)

Dark Funeral
- The Secrets of the Black Arts (1996.)
- Where Shadows Forever Reign (2016.)

Dark Tranquillity
- The Gallery (1995.)

Diabolique
- The Diabolique (1996.)
- Wedding the Grotesque (1997.)
- The Black Flower (1999.)
- Butterflies (2000.)
- The Green Goddess (2001.)

Dismember
- Massive Killing Capacity (1995.)

Dissection
- The Grief Prophecy (1991.)
- Into Infinite Obscurity (1991.)
- The Somberlain (1993.)
- Storm of the Light's Bane (1995.)
- Where Dead Angels Lie (1996.)
- Live Legacy (2003.)
- Maha Kali (2004.)

Edge of Sanity
- Purgatory Afterglow (1994.)
- Crimson II (2003.)

Emperor
- In the Nightside Eclipse (1994.)

Ensiferum
- Ensiferum (2001.)
- Iron (2004.)
- Victory Songs (2007.)
- From Afar (2009.)
- Unsung Heroes (2012.)

Evergrey
- Solitude, Dominance, Tragedy (1999.)

Firewind
- Between Heaven and Hell (2002.)

Heavenly
- Coming from the Sky (2000.)

Hypocrisy
- A Taste of Extreme Divinity (2009.)

King Diamond
- Voodoo (1998.)

Lake of Tears
- Greater Art (1994.)
- Headstones (1995.)
- Lady Rosenred (1997.)
- A Crimson Cosmos (1997.)
- The Neonai (2002.)

Luciferion
- Demonication (The Manifest) (1994.)

Mercyful Fate
- Dead Again (1998.)

Necrophobic
- Darkside (1997.)
- Mark of the Necrogram (2018.)
- Dawn of the Damned (2020.)

Netherbird
- Monument Black Colossal (2010.)

Nifelheim
- Nifelheim (1995.)
- Devil'a Force (1998.)

Sacramentum
- Far Away from the Sun (1996.)

Sacralige
- Lost in the Beauty You Slay (1996.)
- The Fifth Season (1997.)

Soulreaper
- Life Erazer (2003.)

Suicidal Angels
- Sanctify the Darkness (2009.)

The Black Dahlia Murder
- Nocturnal (2007.)
- Nightbringers (2011.)

Therion
- Beyond Sanctorum (1992.)
- Symphony Masses: Ho Drakon Ho Megas (1993.)
- Lepaca Kliffoth (1995.)

Thulcandra
- Fallen Angel's Dominion (2010.)
- Under a Frozen Sun (2011.)
- Ascension Lost (2015.)

Tiamat
- Sumerian Cry (1990.)
- The Astral Sleep (1991.)
- Clouds (1992.)
- The Sleeping Beauty - Live in Israel (1994.)
- Wildhoney (1994.)